# Chicas en pie de guerra
Chicas en pie de guerra (título original: Swing Shift) es una película dramática estadounidense de 1984 dirigida por Jonathan Demme y protagonizado por Goldie Hawn, Kurt Russell y Christine Lahti.

## Argumento
Es el año 1941. Como los Estados Unidos han decidido ya intervenir en la Segunda Guerra Mundial (1939-1945) y falta mano de obra en las fábricas, son muchas las mujeres las que entonces se incorporan, por primera vez, al mundo laboral.
Entre ellas hay dos vecinas que son viejas enemigas. Tendrán que olvidar entonces cuentas pendientes y librar su guerra particular. Su principal problema son las burlas, el desprecio y las atrevidas proposiciones de sus compañeros de trabajo. Una de ellas, casada, tiene al marido en la guerra, mientras que la otra, soltera, pretendía ser cantante hasta que su novio eligió a otra para que interpretase sus canciones.

## Reparto
| Actor           | Personaje       |
| --------------- | --------------- |
| Goldie Hawn     | Kay Walsh       |
| Kurt Russell    | Lucky Lockhart  |
| Christine Lahti | Hazel Zanussi   |
| Fred Ward       | Biscuits Toohey |
| Ed Harris       | Jack Walsh      |
| Sudie Bond      | Annie           |
| Holly Hunter    | Jeannie Sherman |
| Patty Maloney   | Laverne         |
| Lisa Pelikan    | Violet Mulligan |
| Susan Peretz    | Edith Castle    |

## Producción

### Desarrollo
En 1975 Paramount Pictures tuvo la intención de filmar el guion. Sin embargo a su escritor, Nancy Dowd, no le gustó como se desarrollaban las cosas en el estudio y por ello luchó para que lo hiciese otro estudo. De esa manera se trasladó el guion a United Artist a finales de 1970. Fue entonces cuando Jonathan Demme y Goldie Hawn firmaron para ser parte del proyecto. Sin embargo, como al final el presupuesto para la película se estimó en 20 millones de dólares, United Artist dejó el proyecto.

### Preproducción
Fue así como Goldie Hawn apeló a Warner Bros. para que hiciese la producción cinematográfica, aprovechándose de que ya se había convertido en una actriz conocida. Accedió a principios de 1980 una vez que se redujes el presupuesto a 14 millones de dólares. Al principio Mary Steenburgen iba a interpretar el papel de Hazel, pero como estaba embarazada, ella recomendó a Christine Lahti para el papel, cosa que se aceptó.

### Filmación
Finalmente se empezó con el rodaje el 28 de febrero de 1983. Terminó a finales de mayo o a principios de junio de 1983. Se filmó el filme en Culver City, California, en Long Beach, California, en San Pedro, California, en Los Ángeles, California, en Santa Mónica, California, y en Pasadena, California. Cambios en el rodaje de la película llevaron a que el presupuesto se incrementase por lo menos a 15 millones de dólares.

## Recepción
La película fue un fracaso de taquilla y de crítica.
Hoy en día el filme fue valorado en los portales de información cinematográfica y entre la crítica profesional. En IMDb, por ejemplo, con aproximadamente 5300 votos registrados, el filme obtiene una media ponderada de 5,9 sobre 10. En otro portal, Rotten Tomatoes, la película fue valorada por más de 2500 usuarios, los cuales le dieron una valoración media de 3,1 de 5, mientras que los 15 críticos profesionales, que valoraron la película en ese portal, le dieron una valoración media de 7,1 de 10. También cabe destacar que el 60% de los usuarios de La Vanguardia la valoraron positivamente.

## Premios
| Año                                                   | Categoría               | Persona         | Resultado |
| ----------------------------------------------------- | ----------------------- | --------------- | --------- |
| Premios Óscar                                         | Mejor actriz de reparto | Christine Lahti | Nominada  |
| Premios Globo de Oro                                  | Mejor actriz de reparto | Christine Lahti | Nominada  |
| Asociación de Críticos de Cine de Los Ángeles         | Mejor actriz de reparto | Christine Lahti | Nominada  |
| Premios del Círculo de Críticos de Cine de Nueva York | Mejor actriz de reparto | Christine Lahti | Ganadora  |